# Referendum w Irlandii w listopadzie 2012 roku
Referendum w Irlandii w 2012 (tzw. Children’s Referendum, tłum. referendum dzieci) – referendum w Irlandii, które odbyło się 10 listopada 2012 i dotyczyło praw dzieci w Irlandii. Referendum zostało przyjęte przewagą 58% głosujących.
Referendum dotyczyło zmian zapisów w Konstytucji Irlandii opisujących prawa dzieci. Dotychczasowe prawo pozwalało  na adopcję jedynie w sytuacji, gdy dziecko było sierotą lub zostało urodzone poza małżeństwem. Nowe zapisy zezwoliły na przejęcie opieki nad dzieckiem przez państwo w sytuacji, gdy rodzice z różnych przyczyn nie są w stanie jej sprawować.

## Wyniki głosowania
| Głosy          | Liczba głosów | %      |
| -------------- | ------------- | ------ |
| Tak            | 615 731       | 58,01% |
| Nie            | 445 863       | 41,9%  |
| Głosy nieważne | 4 645         | 0,43%  |
| Razem          | 1 066 239     | 100%   |
| Frekwencja     | 33,53%        | 33,53% |